# Голубиные
Голубиные (лат. Columbidae) — единственное современное семейство птиц из отряда голубеобразных. Семейство состоит из 352 видов, разбитых на 50 родов. К семейству относятся голуби и горлицы, широко распространённые в Старом и Новом Свете. Наибольшее биоразнообразие видов наблюдается в Южной, Юго-Восточной Азии и в Австралии. Большинство видов обитает в лесистой местности, часто во влажных тропических лесах. Некоторые виды, такие как сизый голубь (Columba livia), великолепно приспособились к жизни в городских условиях, и обитают во многих крупных городах мира.

## Эволюция
Семейство представляет собой довольно единообразную группу, все члены которой обладают общими морфологическими чертами и не проявляют явных родственных связей с другими семействами птиц. Единственными птицами, имевшими близкое родство с голубиными, были дронты, последние представители которых вымерли по вине человека в XVII — XVIII веках.
Ископаемых останков птиц, имевших сходство с голубиными, найдено немного, однако все они также имеют явное отношение к данному семейству и не имеют общих признаков с другими птицами. Имелись предположения о родстве голубиных с рябками и попугаями, однако в первом случае их внешнее сходство связывают с конвергентной эволюцией, а во втором с похожими на попугаев чертами зубчатоклювого голубя (Didunculus strigirostris). Тем не менее, такое сходство возникло из-за схожего характера питания, нежели чем из-за общей эволюции.

## Общая характеристика

### Описание
Длина птиц составляет от 15 до 75 см, а вес от 30 г до 3 кг. Самым крупным представителем семейства следует считать венценосного голубя Goura victoria из Папуа-Новой Гвинеи, его вес варьирует в пределах от 1,7 до 3 кг. Самый маленький голубь — бриллиантовая полосатая горлица (Geopelia cuneata) из Австралии, её вес всего около 30 г. Телосложение плотное, с короткой шеей и маленькой головой. Крылья широкие, длинные, как правило, закруглённые на концах; имеют 11 первичных маховых перьев и 10-15 вторичных. Хвост длинный, на конце может быть как заострённым, так и широким, округлым; обычно имеет 12-14 перьев (до 18 у венценосных и фазановых голубей). Клюв обычно короткий (реже средней длины), прямой, тонкий и часто с характерным расширением в основании. В основании надклювья имеются участки голой мягкой кожицы — восковица. Кроме того, оголённая кожа заметна вокруг глаз. У большинства видов половой диморфизм (видимые различия между самцом и самкой) в оперении не выражен, хотя самцы выглядят несколько крупнее. Исключения составляют лишь некоторые тропические виды, у самцов которых перья раскрашены более ярко. Оперение густое, плотное, часто серых, коричневых либо кремовых тонов, хотя в тропиках встречаются и более яркие тона (как, например, у пёстрых голубей). Ноги, как правило, короткие, четырёхпалые (три пальца спереди и один сзади), хорошо приспособлены для передвижения по земле. Хотя принадлежность к голубиным достаточно легко определяется по морфологическим характеристикам, некоторые птицы имеют внешнее сходство с другими семействами: фазанами, куропатками, попугаями или индейками. Например, фазановый голубь (Otidiphaps nobilis) выглядит как фазан, и многими людьми не рассматривается, как голубь.
Подобно некоторым другим птицам, у голубиных отсутствует жёлчный пузырь. Некоторые средневековые натуралисты сделали из этого ошибочный вывод о том, что у голубиных нет желчи. Этот вывод прекрасно вписывался в теорию 4 жидкостей организма — отсутствие «горькой» желчи располагало голубиных к предполагаемому «сладкому» поведению. На самом деле у голубиных имеется желчь (об этом писал уже Аристотель), которая выделяется прямо в пищеварительный тракт.

### Распространение
Голубиные широко представлены на всех континентах, за исключением Антарктиды. Обитают в большом диапазоне наземных биотопов, от густых лесов до пустынь, на высоте до 5000 м над уровнем моря, а также на урбанизированных территориях. Наибольшее биоразнообразие видов представлено в Южной Америке и Австралазии, где они живут в основном во влажных тропических лесах. Более 60 % всех видов являются исключительно островными, не встречающимися на материках. Некоторые виды, такие как сизый голубь, интродуцированы во многие регионы мира и является обычнейшей городской птицей. На территории Российской Федерации в дикой природе обитают 9 видов голубиных, в том числе сизый голубь, скалистый голубь, клинтух, вяхирь, японский зелёный голубь, обыкновенная горлица, большая горлица, кольчатая горлица и малая горлица и два вида залетают (короткохвостая горлица и бурый голубь).

### Размножение
Голуби моногамны; часто пары сохраняются в течение нескольких лет подряд. Брачные церемонии включают в себя ряд характерных приёмов, выполняемых на земле либо в воздухе: например, у многих видов самцы во время ухаживания слегка приседают, раздувают зоб, опускают голову, распускают хвост, передёргивают крыльями и скребут ногами землю. Другие виды хлопают в воздухе крыльями или кормят друг друга. Период размножения может быть как сезонным, так и круглогодичным в зависимости от доступности корма. Чаще всего в год бывает две кладки яиц, реже до 4-5 кладок. Гнездо, обычно состоящее из нескольких небрежно уложенных прутьев и перьев, строится на дереве, в скале, в норе крутого обрыва, реже — в небольшом углублении прямо на земле. Кладка, как правило, состоит из одного или двух, реже — до четырёх яиц. Яйца у большинства видов белые без крапления, но у отдельных видов бывают кремовые либо светло-коричневые. Инкубационный период варьируется от 14 до 30 дней в зависимости от вида. Птенцы вылупляются почти голыми и беспомощными. Характер кормления потомства у голубей особый, почти не имеющий аналогов среди других птиц. В период размножения эпителий стенок зоба у самок и самцов вырабатывает питательный секрет, известный как «голубиное молоко». Этой жидкостью и питаются птенцы, быстро набирая вес. Кроме голубиных, аналогичное «молоко» вырабатывается только у некоторых попугаев, однако у них такое кормление продолжается лишь первые несколько часов.
Чтобы совершить свой первый полёт, птенцам требуется от одной до четырёх недель.

### Питание
Основной рацион голубиных составляет растительная пища: листья, семена и плоды. Плоды часто проглатываются целиком, после чего косточка отрыгивается наружу. Семена обычно собираются с поверхности земли либо с травянистых растений. Необычное поведение наблюдается у галапагосской горлицы (Zenaida galapagoensis) — в поисках семян она клювом ковыряет землю. Кроме растительной пищи, также употребляются в пищу и беспозвоночные животные, но, как правило, их процент в общем рационе невелик. Исключение составляет вид Ptilinopus coralensis, который в больших количествах употребляет в пищу насекомых и другую животную пищу. Воду птицы пьют, засасывая её вовнутрь (способ, нехарактерный для других птиц), и иногда летают за ней на значительные расстояния.

## Классификация

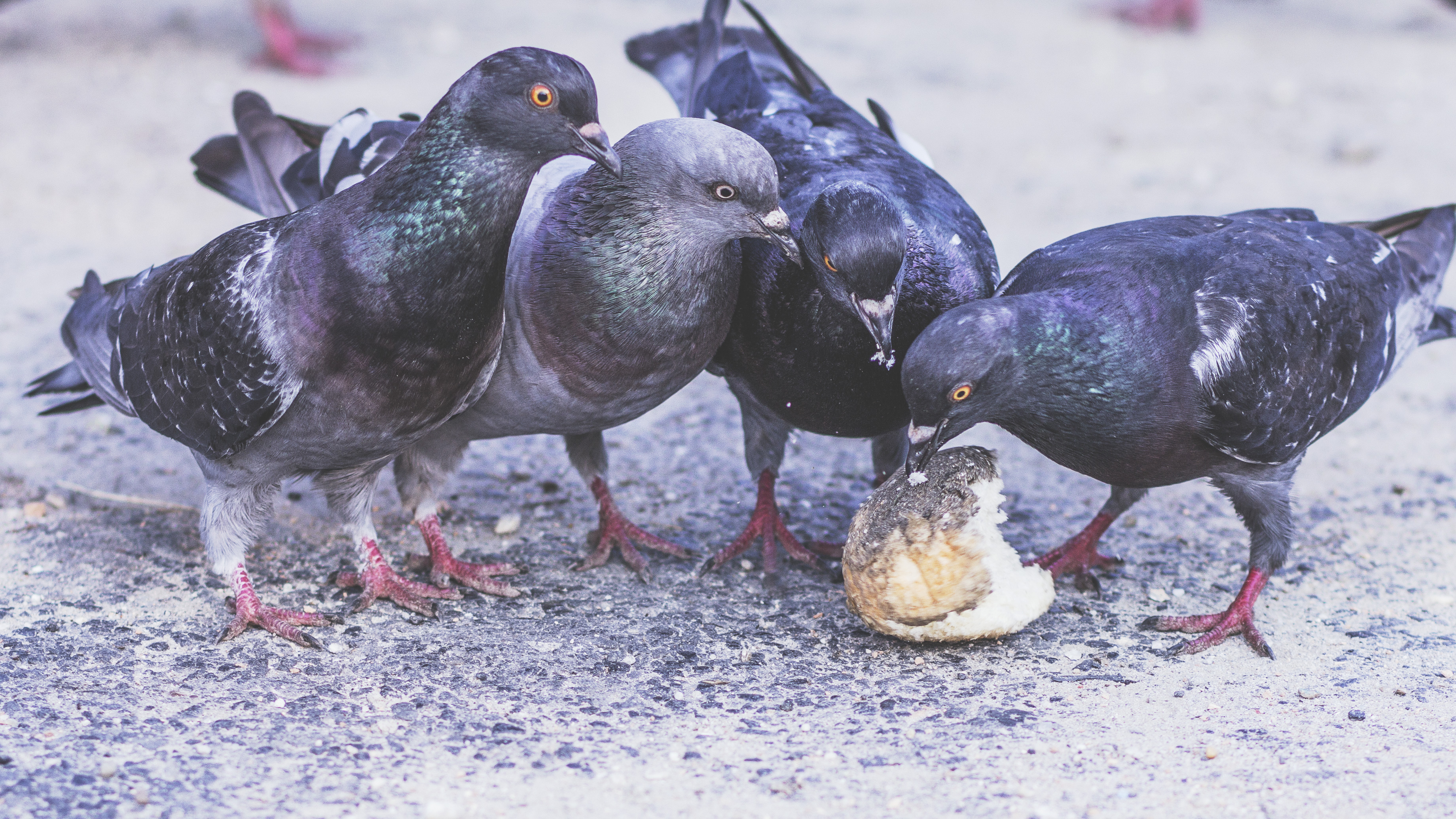
Голуби приспособились к жизни в городе: здесь они собрались возле брошенного куска хлеба

Международный союз орнитологов включает в семейство 352 вида из 50 родов.
Подсемейство Настоящие голуби (Columbinae)
- Голуби (Columba) (35 видов), включая Aplopelia
- † Странствующие голуби (Ectopistes) (1 вид)
- Patagioenas (17 видов)
- Nesoenas (3 вида)
- Горлицы (Streptopelia) (15 видов)
- Spilopelia (2 вида)
- Кукушковые горлицы (Macropygia) (15 видов)
- Длиннохвостые голуби (Reinwardtoena) (3 вида)
- Тёмные голуби (Turacoena) (3 вида)
- Лесные горлицы (Turtur) (5 видов)
- Капские горлицы (Oena) (1 вид)
- Земляные голуби (Chalcophaps) (3 вида)
- Бронзовокрылые голуби (Henicophaps) (2 вида)
- Бронзовокрылые голуби-фапс (Phaps) (3 вида)
- Хохлатые бронзовокрылые голуби (Ocyphaps) (1 вид)
- Geophaps (3 вида)
- Толстоклювые голуби (Trugon) (1 вид)
- Пятнистобокие горлицы (Leucosarcia) (1 вид)
- Каменные голуби (Petrophassa) (2 вида)
- Полосатые горлицы (Geopelia) (5 видов)

Подсемейство Карликовые горлицы (Columbininae)
- Земляные горлицы (Columbina), включая Scardafella (9 видов)
- Земляные горлицы (Claravis) (1 вид)
- Paraclaravis (2 вида)
- Земляные горлицы-метропелиа (Metriopelia) (4 вида)
- Длиннохвостые горлицы (Uropelia) (1 вид)

Подсемейство Лептотиловые голуби (Leptotilinae)
- Синеголовые земляные голуби (Starnoenas) (1 вид)
- Земляные голуби (Geotrygon) (9 видов)
- Leptotrygon (1 вид)
- Голуби-лептотилы (Leptotila) (11 видов)
- Zentrygon (8 видов)
- Горлицы-зенайды (Zenaida) (7 видов)

Подсемейство Гривистые голуби (Caloenadinae)
- Гривистые голуби (Caloenas) (2 вида)

Подсемейство Курлычи
- Куриные голуби (Gallicolumba) (7 видов)
- Pampusana (13 видов)
- † Хохлатые толстоклювые голуби (Microgoura) (1 вид) — положение не определено

Подсемейство Фазановые голуби (Otidiphabinae)
- Фазановые голуби (Otidiphaps) (1 вид)

Подсемейство Венценосные голуби (Gourinae)
- Венценосные голуби (Goura) (4 вида)

Подсемейство Зубчатоклювые голуби (Didunculinae)
- Зубчатоклювые голуби (Didunculus) (1 вид)

Подсемейство Плодоядные, или зелёные голуби (Treroninae)
- Фруктовые голуби (Phapitreron) (4 вида)
- Зелёные голуби (Treron) (30 видов)
- Пёстрые голуби (Ptilinopus) (57 видов)
- Новокаледонские пёстрые голуби (Drepanoptila) (1 вид)
- Синие голуби (Alectroenas) (4 вида)
- Плодоядные голуби (Ducula) (42 вида)
- Чубатые плодоядные голуби (Lopholaimus) (1 вид)
- Новозеландские плодоядные голуби (Hemiphaga) (2 вида)
- Сулавесские тёмные голуби (Cryptophaps) (1 вид)
- Горные голуби (Gymnophaps) (4 вида)

Обычно семейство дронтовых рассматривают в качестве подсемейства голубиных Raphinae.

## Охранный статус

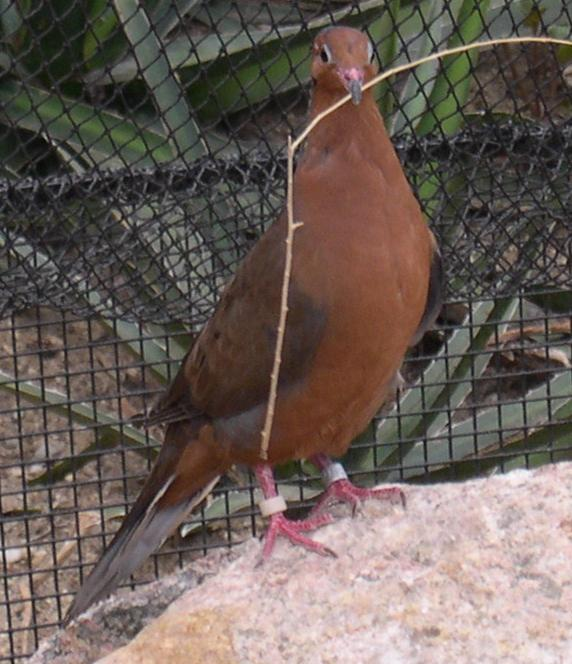
Горлица острова Сокорро — вид голубей, исчезнувших в дикой природе

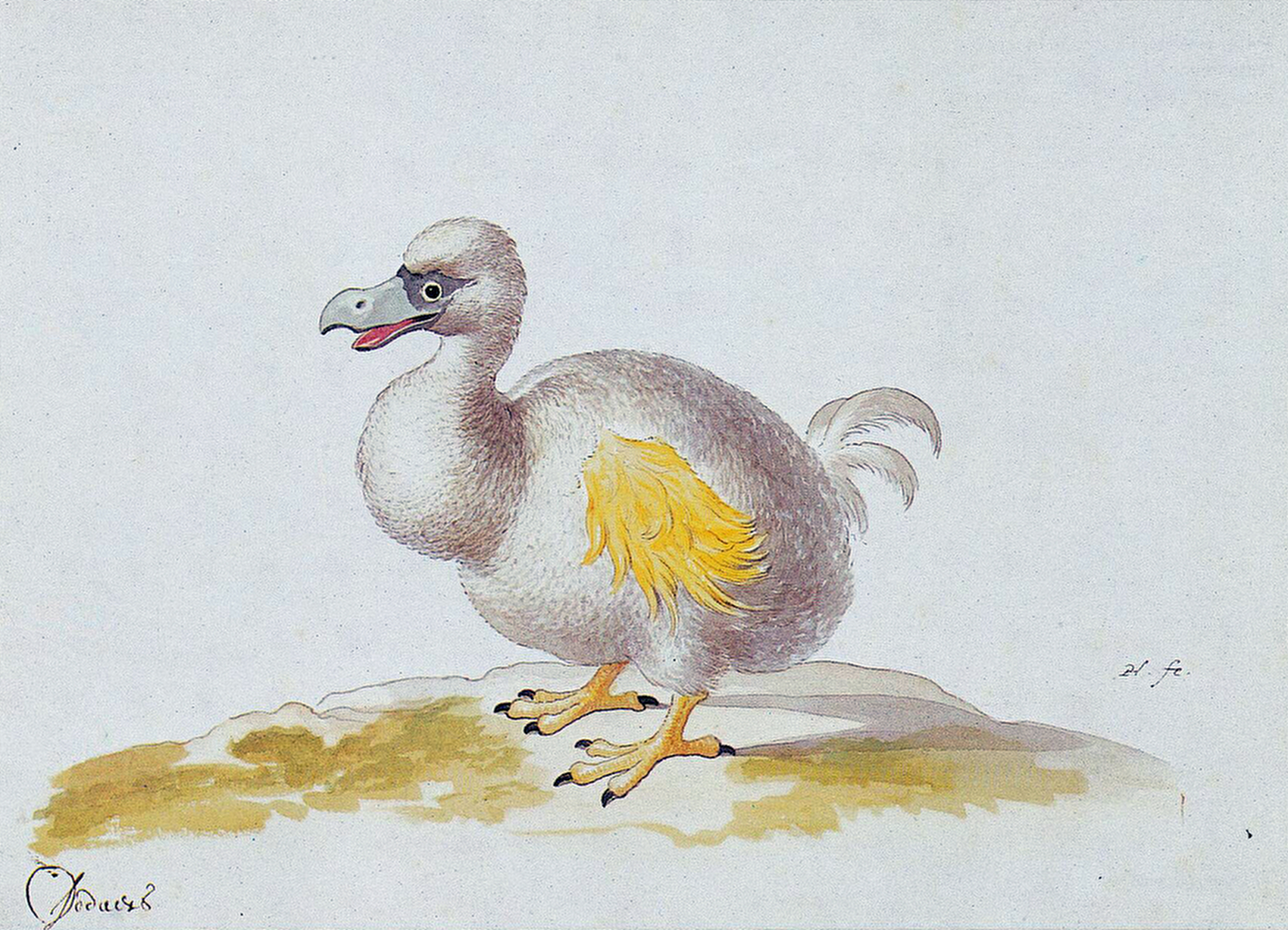
Рисунок белого додо Питера Холстейна

Несмотря на то, что многие виды голубиных выиграли от сосуществования с человеком и даже расширили свой ареал, популяции многих других видов уменьшились, а некоторые полностью вымерли. По крайней мере 10 видов голубиных вымерли после 1600 года, включая один из самых известных случаев вымирания в новое время — додо, а также резкое вымирание странствующего голубя.
По состоянию на 2007 год под угрозой исчезновения находились 59 видов голубиных, около 19 % от всех видов семейства. В основном речь идёт о видах, обитающих на островах в тропиках. Основными факторами угрозы для всех этих видов являются завезённые хищники, разрушение среды обитания и охота.
В качестве мер, направленных на сохранение видов голубиных, можно перечислить принятие законов, ограничивающих охоту, создание резерваций для предотвращения дальнейшего разрушения окружающей среды, создание популяций в неволе для последующего внедрения, а также транслокацию особей в подходящую среду с целью образования новых популяций.

## Взаимодействие с человеком

### Одомашнивание

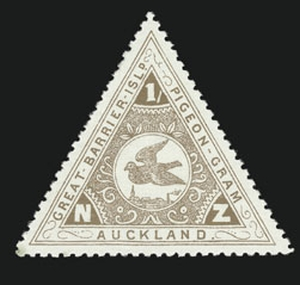
Марка с изображением почтового голубя

По разным оценкам Сизый голубь был одомашнен от 5 до 10 тысяч лет назад. С тех пор было выведено много пород домашних голубей, самой известной из которых является почтовый голубь. Некоторые породы выводились с декоративной целью, а некоторые имели практическое применение (голубиная почта, голубиные гонки). На многих церемониях принято выпускать в воздух голубей. Существует специально выведенная для этой цели порода чисто белых голубей.

### Продукт питания

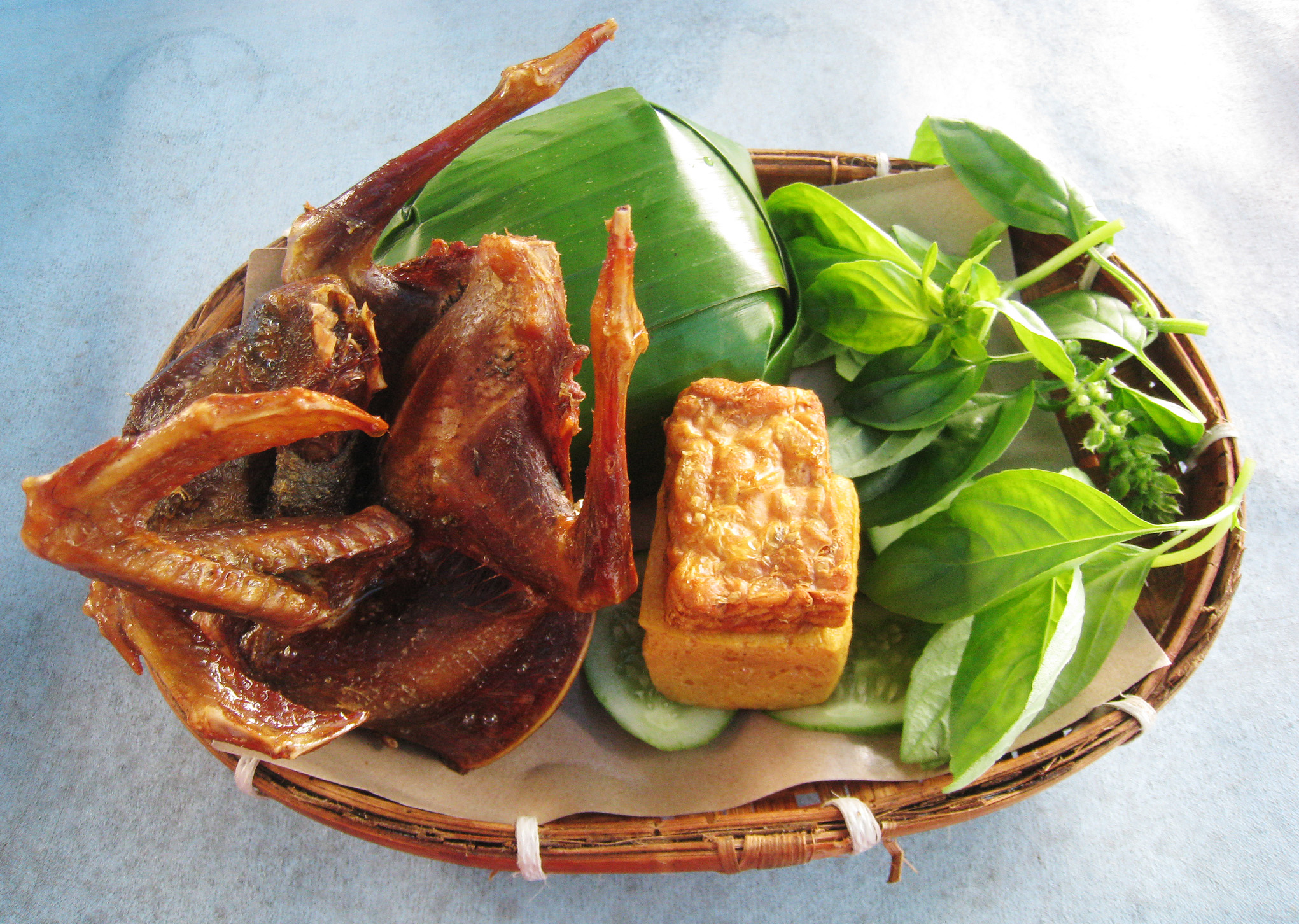
Жареный голубь, сунданская кухня, Индонезия

Многие виды голубиных находят применение в кулинарии. В качестве мяса используются в основном хорошо развитые грудные мышцы. Голубиные использовались в пищу на древнем Ближнем востоке, в Древнем Риме, и средневековой Европе. Голубиному мясу найдено применение в еврейской, арабской и французской кухне. В Азии голуби используются в китайской и индонезийской кухне.
Согласно канонам иудаизма голуби кошерны, то есть дозволены к употреблению в пищу. Более того, голуби являются одними из считанных видов птиц, которых в иудаизме дозволено приносить в жертву.
Голубиный пирог был популярным недорогим блюдом в викторианской Англии.

## В литературе
Голубиная почта и отношения людей и почтовых голубей являются сюжетом нескольких литературных произведений. Голубиная тема является основной сюжетной линией романа Меира Шалева «Голубь и мальчик» Суровые будни почтового голубя описаны в рассказе Эрнеста Сетон-Томпсона «Арно», где одноимённый голубь проходит через множество приключений, не всегда приятных.

## В религии
Образ представителей голубиных используется во многих религиях:
- В танахе первое упоминание о голубе можно найти в описании всемирного потопа. Ной, стремясь определить, высохла ли суша, выпускает из ковчега вначале ворона, а затем голубя. Голубь принёс Ною в клюве оливковую ветвь, что означало, что вода сошла[18]. Голубь с оливковой ветвью в клюве стал международным символом мира.
- В шумерском Эпосе о Гильгамеше, где также присутствует описание всемирного потопа, роли ворона и голубя перевёрнуты, и именно ворон, не вернувшись к Утнапиштиму, тем самым шлёт ему добрую весть[19].
- В христианстве образ голубя связан со Святым Духом[20].